# Барселона (баскетбольний клуб)
«Барселона» — іспанський баскетбольний клуб з однойменного міста, створений 24 серпня 1926 році, одна з головних частин Спортивного товариства «Барселона». На внутрішній арені клуб виступає в Лізі АСБ (один з найстаріших клубів, який виступає в цьому турнірі), на міжнародному — в Євролізі. Дворазовий переможець Євроліги, у 2003 році став володарем золотого хет-трику (перемога в регулярному чемпіонаті, національному кубку та Євролізі).
Виступає в Палаці спорту Блауграна, який було відкрито 23 жовтня 1971 року. Цю споруду баскетбольна команда розділяє разом з командами хокею на роликах, футзальною та гандбольними колективами клубу.
БК «Барселона» має резервну команду, БК «Барселона Б», яка виступає в ЛЕБ Оро, другому за силою чемпіонаті Іспанії з баскетболу.

## Титули

### Національні змагання
- Чемпіонат Іспанії
  -  Чемпіон (20): 1958/59, 1980/81, 1982/83, 1986/87, 1987/88, 1988/89, 1989/90, 1994/95, 1995/96, 1996/97, 1998/99, 2000/01, 2002/03, 2003/04, 2008/09, 2010/11, 2011/12, 2013/14, 2020/21, 2022/23.
  -  Срібний призер (20): 1957, 1971/72, 1973/74, 1974/75, 1975/76, 1976/77, 1978/79, 1979/80, 1981/82, 1983/84, 1985/86, 1990/91, 1993/94, 1999/00, 2006/07, 2007/08, 2009/10, 2012/13, 2014/15, 2015/16

- Копа дель Рей де Балонсесто
  -  Володар (27): 1943, 1945, 1946, 1947, 1949, 1950, 1959, 1978, 1979, 1980, 1981, 1982, 1983, 1987, 1988, 1991, 1994, 2001, 2003, 2007, 2010, 2011, 2013, 2018, 2019, 2021, 2022
  -  Фіналіст (12): 1942, 1951, 1961, 1977, 1984, 1989, 1996, 2002, 2012, 2014, 2015, 2024

- Суперкубок Іспанії де Балонсесто
  -  Володар (6): 1987/88, 2004, 2009, 2010, 2011, 2015
  -  Фіналіст (4): 2012, 2013, 2014, 2016

- Кубок Принца Астурії
  -  Володар (1): 1988
  -  Фіналіст (1): 1989

### Європейські змагання
- Євроліга
  -  Володар (2): 2002/03, 2009/10
  -  Фіналіст (6): 1983/84, 1989/90, 1990/91, 1995/96, 1996/97, 2020/21.
  - 3-є місце (3): 2008/09, 2011/12, 2013/14
  - 4-е місце (7): 1981/82, 1988/89, 1993/94, 1999/00, 2005/06, 2012/13, 2022/23
  - «Фінал чотирьох» (16): 1989, 1990, 1991, 1994, 1996, 1997, 2000, 2003, 2006, 2009, 2010, 2012, 2013, 2014, 2021, 2023.

- Кубок Сапорти
  -  Володар (2): 1984/85, 1985/86
  -  Фіналіст (1): 1980/81
  - 1/2 фіналу (3): 1977/78, 1978/79, 1979/80

- Кубок Корача
  -  Володар (2): 1986/87, 1998/99
  -  Фіналіст (1): 1974/75
  - 1/2 фіналу (2): 1973, 1992/93

- Європейський клубний кубок з баскетболу
  -  Володар (3): 1983, 1986, 1986
  -  Фіналіст (1): 1987
  - 3-є місце (1): 1991
  - 4-е місце (3): 1988, 1989, 1990

### Континентальні
- Міжконтинентальний кубок ФІБА
  -  Володар (1): 1985
  -  Фіналіст (1): 1987
  - 4-е місце (1): 1984

- Макдональдс чемпіоншип
  - 3-є місце (1): 1990
  - 4-е місце (3): 1989

#### Неофіційні
- Турнір трьох корон
  -  Володар (1): 2002/03

### Регіональні змагання
- Баскетбольний чемпіонат Каталонії
  -  Володар (9): 1942, 1943, 1945, 1946, 1947, 1948, 1950, 1951, 1955
  -  Фіналіст (3): 1928, 1949, 1953

- Баскетбольна ліга Каталонії
  -  Володар (21): 1980, 1981, 1982, 1983, 1984, 1985, 1989, 1993, 1995, 2000, 2001, 2004, 2009, 2010, 2011, 2012, 2013, 2014, 2015, 2016, 2017
  -  Фіналіст (12): 1986, 1987, 1988, 1990, 1991, 1992, 1994, 2002, 2003, 2005, 2006, 2008

## Відомі гравці
- Пау Газоль
- Роні Сайкалі
- Марк Газоль
- Андерсон Варежау
- Хуан Карлос Наварро
- Яка Лакович
- Шарунас Ясікявічюс
- Деян Бодигора
- Джанлука Базиле
- Рікі Рубіо
- Хуан Антоніо Сан-Епіфансе
- Александар Джорджевич
- Тоні Массенбург